# Telekom Slovenije
 Telekom Slovenije  — компанія з надання цільових комунікаційних послуг у Словенії. Є найбільшим оператором мобільного зв’язку в Словенії. Надає доступ до мережі Інтернет. Заснована у 1995 році.

## Діяльність
Telekom Slovenije надає послуги з мобільних комунікацій (фіксована мобільна телефонна мережа, фіксована мобільна широкомасштабна послуга, IP-телефони в IP-телебаченні), цифрові послуги в Інтернеті, послуги з цифрової реклами, системне інтегрування в послуги в областях (програмне забезпечення в хмарних сховищах) тощо.

## Власність
Telekom Slovenije - державна компанія (62,53% акцій). Решта акцій належить  інвестиційним фондам,  юридичним та  фізичним особам, а також котируються на  Люблянській фондовій біржі. Має  дочірні компанії в  Македонії,  Косово і в  Сербії.
Виручка Telekom Slovenije за 2006 рік склала 1,3 мільярда доларів, чистий прибуток - 141 мільйон доларів. У 2017 році операційний прибуток склав 726,041 мільйон євро.